# Verklaring van Venetië
De Verklaring van Venetië was een overeenkomst die werd uitgevaardigd door de negen lidstaten van de EEG, die in juni 1980 samenkwamen met de Palestijnse Bevrijdingsorganisatie (PLO).
Op 13 juni 1980 kwamen de leiders van de destijds negen lidstaten van de EEG (de Europese Raad, hierna "De Negen") met een verklaring over het Israëlisch-Arabisch conflict. Zij bevestigden dat het de hoogste tijd was voor de erkenning en de implementatie van twee internationale rechtsbeginselen: het recht op een veilig bestaan van alle staten in de regio, Israël incluis, en gerechtigheid voor alle volken, de erkenning van de legitieme rechten van het Palestijnse volk incluis.
Een wezenlijke rol zien zij hierin weggelegd voor de Verenigde Naties en de VN-Veiligheidsraad. De Negen willen participeren in een alomvattende vredesovereenkomst.
Eindelijk moet er een rechtvaardige oplossing gevonden worden voor de Palestijnse Kwestie. Het Palestijnse volk moet in de gelegenheid gesteld worden om haar recht op zelfbeschikking ten volle uit te oefenen. De Palestijnse Bevrijdings-Organisatie moet bij de onderhandelingen betrokken worden ("to be associated with the negotiations").
De Negen benadrukken dat zij geen unilateraal initiatief zullen accepteren dat bedoeld is om de status van Jeruzalem te veranderen en dat elke overeenkomst m.b.t. de status van de stad de vrijheid van iedereen moet garanderen om de heilige plaatsen te betreden.
Voorts benadrukken de Negen de noodzaak voor Israël om de bezetting, zoals zij deze heeft gehandhaafd sinds de Zesdaagse Oorlog van 1967, te beëindigen. De Israëlische nederzettingen vormen een ernstig obstakel voor het vredesproces in het Midden-Oosten. De Negen beschouwen deze nederzettingen alsmede wijzigingen in de bevolkingssamenstelling en m.b.t. eigendommen in de bezette Arabische gebieden als illegaal onder internationaal recht. Alleen het afzien van geweld en het dreigen met geweld kan een klimaat van vertrouwen in het gebied doen heersen. Dit vormt een basiselement om tot een alomvattende vredesovereenkomst in het Midden-Oosten te komen.